# Tour de France
 For alternative betydninger, se Tour de France (flertydig). (Se også artikler, som begynder med Tour de France)
Tour de France (fransk: Le Tour de France; dansk: Frankrig Rundt, nogle gange omtalt som "touren") er verdens største cykelløb. Det køres hver sommer i Frankrig i juli med start på en lørdag. Det tre uger lange løb betragtes som en af de hårdeste og mest prestigefyldte konkurrencer inden for cykling og sport generelt.

## Historie
Tour de France blev første gang kørt i 1903. Den gang kunne ruten ikke omfatte Alsace og Lorraine, som var på tyske hænder efter det franske nederlag i 1871. Cykelridtets arrangør, redaktør Henri Desgrange i L'Auto, skrev sommeren 1914: "Når enden på dit gevær peger på deres bryst, vil de trygle om nåde. Lad dig ikke narre. Gør ende på fjenden, uden nåde." Til grund for idéen om Tour de France - at kæmpe sig frem i stegende sol, på bratte veje, på en cykel udstyret med et eller to gear, uden at modtage hjælp fra nogen kant - lå en afhumanisering, der også lagde til rette for grusomhederne under den tilstundende første verdenskrig, der til sidst førte grænseområderne tilbage på franske hænder.
For L'Auto og redaktør Desgrange var Tour de France i 1903 en ubetinget succes. Oplaget skød til vejrs, og pengene strømmede ind. Men Tour de France i 1904 blev en ren skandale. Ridtet var nu på 2.388 km; gennemsnitsfarten på 24,849 km i timen. 88 deltagere startede; 15 kom i mål. Vinderen blev den yngste nogensinde, Henri Cornet, 19 år og 11 måneder gammel, selv om han havde modtaget en advarsel for at have kørt et stykke af strækningen i bil. Deltagelse var langt fra ufarligt. Nogle af cyklisterne blev fysisk angrebet; i Maurice Garins tilfælde så politiet sig nødt til at affyre pistolskud. Mange steder lå knust glas og søm strøet på vejen. (Den gang måtte deltagerne selv lappe punkterede hjul, og frem til 1950'erne medbragte de op til tre reserve-slanger viklet om skuldrene.) Nogle fik kløpulver ned i bukserne. Men cykelrytterne bedrev selv så omfattende snyd, at de fire første ryttere blev diskvalificeret, sammen med en række andre. Da etaperne varede natten igennem, benyttede mange anledningen til, i ly af mørket, at tage med toget. Favoritten fra 1903, Hippolyte Aucouturier, fæstede et tyndt tov i en korkprop, som han bed om. Tovet var fæstet til en bil, og sådan gik det hurtigt afsted mod målet, hvor han dog blev afsløret. Redaktør Desgrange var så forlegen over skandalerne, der nærmest stod i kø, at han udtalte, at han ikke ville arrangere flere cykelridt.
I 1905 var løbet i gang igen. Nu skulle der ikke mere cykles om natten, så det blev sværere for rytterne at snyde. Der var dog stadig modstand blandt befolkningen, og i første etape punkterede alle deltagerne, bortset fra Jean-Baptiste Dortignacq, grundet 125 kg søm, der lå strøet på vejen.
Som det sværeste nogensinde regnes cykelridtet i 1919, hvor kun 10 af 155 deltagere kom i mål - det laveste antal nogensinde. Cykelrytterne i 1919 var blandt de aller første civilister, der bevægede sig ind på den sønderskudte vestfront. Da man ikke havde nået at reparere de sprængte broer, var de mange steder nødt til at vade over de krydsende åer. Stank af kloak og forrådnelse hang i luften over et landskab præget af ruiner, mudder, kratere og afsvedne træer. Sammen med cykelrytterne strømmede civilister til vestfronten, i søgen efter savnede slægtninge. Enkernes sorte kjoler stod i kontrast til sløjferne i rødt, hvidt og blåt, der vajede fra uendelige rækker af kors langs med vejkanten, hvor de faldne lå nedgravet - og til Tour de Frances gule førertrøje, der i 1919 blev benyttet for første gang - af Eugène Christophe, der kom i mål som nr. 3.

## Kendetegn
Til at begynde med var det samlede klassement et løb på tid som i dag. Fra 1905 til 1912 brugte man et pointsystem til at beregne den samlede stilling. Vinderen af en etape fik 1 point, nummer to fik 2, osv.: Vinderen havde færrest point.
I 1913 gik man tilbage til at køre på tid, og placeringerne er et resultat af de enkelte rytteres tidsforskel til den førendes samlede tid. På en måde er det såre simpelt, men fascinerende. De enkelte rytteres styrker og svagheder bliver omsat til sekunder; uret tikker og viser ingen nåde.
Indtil 2009 kunne der tjenes bonussekunder, som kunne hjælpe rytteren med at rykke frem i stillingen. Især i den første uge kunne det rykke en del rundt i klassementet, da der som regel kun er få sekunder mellem de forreste placeringer. I de indlagte spurter blev der tildelt 6, 4 og 2 sekunder til de 3 første ryttere. Ved målstregen var der 20, 12 og 8 sekunder til nummer 1, 2 og 3.
Løbskommissærerne kan også tildele rytterne strafsekunder, hvis de har observeret snyd. Det kunne være trækken af holdvogne, at blive skubbet eller at modtage forplejning inden for de sidste kilometer. Normalt tildeles straffe på 10, 20 eller 30 sekunder, men de kan være større alt efter graden af snyd.
Skulle en rytter styrte inden for de sidste 3 km, bliver han noteret for den samme tid, som den gruppe han kørte i, da han styrtede.
Tidsgrænsen er en anden regel, som rytterne er nødt til at tage i betragtning især på bjergetaperne og holdtidskørslen. Alt efter etapens sværhedsgrad og hvor hurtigt den bliver kørt, beregnes en vis procentdel, man må komme i mål senere end vinderen. Jo sværere etapen er, og jo hurtigere den bliver kørt, desto højere bliver procentdelen. Kommer rytteren ikke ind inden for tidsgrænsen, bliver han diskvalificeret og udgår af løbet.
Selve indbegrebet af Tour'en er vel nok den gule trøje. Men trøjen blev først indført i 1919 midt i løbet. Journalisterne fra avisen L’Auto (nu L’Équipe), som organiserede Tour'en, ville gerne lettere kunne genkende den førende rytter i feltet. Derfor fik de i samråd med løbsdirektør Henri Desgrange indført en førertrøje. Hvilken farve skulle den have? Ja, L’Auto blev trykt på gult papir, og da bladet var hovedsponsor for løbet, blev trøjen selvfølgelig gul.
Den 19. juli gik etapen fra Grenoble til Geneve. Den morgen blev franskmanden Eugéne Christophe den første rytter, der fik den gule trøje på.
Danskerne har ganske pæne traditioner, hvad angår den gule trøje, landets størrelse taget i betragtning. Den første dansker i gult var Kim Andersen i 1983. Trøjen blev erobret på tredje etape til Roubaix, og han beholdt den i seks dage. I 1985 lykkedes det ham også at køre i den i fire dage.
Efter Kim Andersen har også Jørgen V. Pedersen (1986), Rolf Sørensen (1991), Bjarne Riis (1995/96), Bo Hamburger (1998) og Michael Rasmussen (2007) kørt i det fornemme trikot.
Den største danske præstation i gult var dog Bjarne Riis. I 1995 havde han den gule trøje en enkelt dag, men det overgik han klart året efter (1996). På den uforglemmelige (forkortede) 9.etape til Sestriere vandt han ikke kun selve etapen, men også den gule trøje, som han beholdt hele vejen til Paris. Sestriere-etapen var også speciel, fordi han vandt trøjen fra sin gamle rival Jevgenij Berzin. Riis har dog senere offentligt erkendt, at han var dopet.
Ud over Tour de France findes der to treugers cykelløb: Giro d'Italia (Italien rundt) og Vuelta a España (Spanien rundt). Disse benævnes normalt som Grand Tour-løbene.

## Delkonkurrencer i løbet

### Sprinterkonkurrencen
Denne disciplin kaldes også tit pointkonkurrencen. I årene 1905-1912 blev det samlede klassement afgjort ved et pointsystem. Vinderen af en etape fik 1 point, nummer 2 fik 2 point osv. Rytteren med færrest point var så den førende rytter.
1953 havde Tour’en 50 års jubilæum. For at fejre dette, indførte man en pointkonkurrence som et supplement til det samlede klassement. En mulighed for sprinterne til at gøre sig bemærket, da de som regel ikke kunne gøre sig gældende i kampen om den gule trøje.
I modsætning til Tour’ens fleste andre konkurrencer, blev den grønne trøje indført fra start i 1953. Sponsoren af konkurrencen var den franske butikskæde Belle Jardinier. Den solgte haveredskaber, så det var naturligt, at trøjen skulle være grøn, der jo tilmed også er håbets farve. Én gang har trøjen været rød i stedet for grøn. Det var i 1968, hvor en ny sponsor krævede dette. Men året efter var trøjen grøn igen og har været det siden.
Den schweiziske allroundrytter Fritz Schär vandt første etape i 1953. Dermed kom han både i gult og grønt. Det bevirkede, at den første, der egentlig bar trøjen, var nummer to i konkurrencen Wout Wagtmans fra Holland. Schär kom dog til at bære trøjen senere, da han til sidst kunne køre ind i Paris som vinder af den første grønne trøje.
Den største sprinter gennem tiderne må nok være Briten Mark Cavendish, der har 35 etape etapesejre i løbet. Andre store ryttere som Erik Zabel, Mario Cipollini og Wilfred Nelissen har ydet seværdige sprinterpræstationer. Men som med Tour'ens øvrige konkurrencer skal man holde helt til Paris for at vinde sammenlagt. Mange store sprintere har kørt en formidabel første uge, men har så måtte sige stop, når feltet nåede bjergene.
Efter Erik Zabels dominans i 1990'erne og starten på dette århundrede er sprinterkonkurrencen blevet en langt sværere konkurrence at forudse. Hvert år er mange forskellige ryttere med i kapløbet om den prestigefyldte trøje.
Pointene samles ved at vinde løbets indlagte spurter samt etapesejre. De indlagte spurter giver 6, 4 og 2 point til de tre første. Etapesejrene er delt ind i kategorier, alt efter hvor bjergrige de er (se tabel). Rytteren med flest point ved målet i Paris er samlet vinder. Der gives ikke point til den grønne trøje i holdtidskørslen. På alle de indlagte spurter gives der også 6, 4 og 2 bonussekunder til det samlede klassement.
Det er sket flere gange, at konkurrencen først er blevet afgjort på sidste etape. I 2003 foretog Baden Cooke et omdiskuteret svaj med cyklen, der gjorde, at han vandt samlet over landsmanden Robbie McEwen.
I perioden 1971-1989 talte pointene i de indlagte spurter i en konkurrence for sig. Dette klassement havde i årene 1984-1989 en rød førertrøje.
Den eneste dansker, der har kunnet iføre sig det eftertragtede grønne klæde, er Søren Lilholt. I 1988 kørte han 1. etape i grønt. Året efter havde han den fra 1. – 4. etape. I 2010 vandt Alessandro Petacchi pointtrøjen O.V.W. I 2011 vandt Mark Cavendish den grønne pointtrøje og fik fem etapesejre hvilket bringer ham op på 20 i alt hvilket svarer til 5 hvert år M.K.S.

### Bjergkonkurrencen
De rigtige bjerge kom første gang på Tour-programmet i 1905. Løbsdirektør Henri Desgrange besluttede, at ruten skulle peppes lidt op, og begyndte at medtage bjerge. De første egentlige bjerg, der blev passeret, var Ballon d'Alsace i det østlige Frankrig, hvor franskmanden René Pottier kom først over. Han blev dermed den første af mange bjergkonger.
I 1933 prøvede man at lave et pointsystem til en decideret bjergkonkurrence, som Spanieren Vicente Trueba vandt. I 1934 blev konkurrencen indført som en officiel del af Tour'en og har været det siden. Trueba var en stor bjergrytter, men dårlig til at køre nedad, hvor han tabte al den tid, han vandt på vej op ad bjerget. Derfor besluttede Desgrandes at indføre en tidsbonus til gavn for bjergryttere, der ikke kunne gøre sig i det samlede klassement. I dag bliver kampen om bjergkonkurrencen udelukkende udspillet på point.
Den prikkede bjergtrøje, der markerer den førende i konkurrencen, blev først indført i 1975. Den første rytter, der bar den, var Joop Zoetemelk fra Holland. Han beholdt den dog ikke hele vejen til Paris. Det var belgieren Lucien van Impe, der fik den ære. Van Impe vandt bjergkonkurrencen seks gange, lige som Frederico Bahamontes tidligere (inden trøjens indførelse). Senere har Richard Virenque overgået dette med syv vundne bjergkonkurrencer.
Grunden til, at bjergtrøjen er hvid med røde prikker, er, at sponsoren af konkurrencen midt i 70’erne ville have mere for sine penge. Det var Poulain chokolade, og da indpakningen af deres chokoladebar var hvid med røde prikker, kom trøjen til at se sådan ud. "Polkaprik-trøjen", som den også kaldes, har med små variationer beholdt grundideen i udseendet til i dag på trods af skiftende sponsorer.
Pointene i bjergkonkurrencen bliver logisk nok tjent ved at komme først over bjergene. De er delt ind i kategorier alt efter højde og stejlhed. Kategori 4 er de laveste stigninger, der typisk forekommer i den første "flade" uge af Tour'en. Dernæst følger de sværere kategori 3, 2, og 1. Til sidst kommer de skrappeste tinder, der bliver betegnet "uden for kategori", på fransk hors catégorie. Alt efter kategori gives point til de første, som passerer dem.
For at gøre bjergkonkurrencen mere spændende og kampen mere tæt, blev der fra 2004 indført en ny regel. Pointene blive fordoblet på det sidste bjerg, hvis dette er afslutningen på etapen. (Dog kun for kategori 2 stigninger eller højere). Det skulle sikre, at en rytter kun kan sikre sig trøjen på lange togter, hvis han også kan gøre sig gældende på den sidste stigning.
Den første dansker i den prikkede bjergtrøje var Bjarne Riis, der havde den en enkelt dag i 1993. Riis kan muligvis tilskrives noget af æren for Laurent Jalaberts to vundne bjergkonkurrencer i 2001 og 2002. Det var Riis' vejledning og opmuntring, der gjorde, at den gamle franske sprinter sluttede sin karriere på så fornem vis. Michael Rasmussen har også bevist, at et forholdsvis fladt land godt kan fostre en bjergkonge. I 2005 og 2006 grundlagde han sejren i bjergkonkurrencen lidt i stil med franske Richard Virenque ved at score mange point på lange togter, hvor han, ofte alene, kæmpede sig op ad det ene bjerg efter det andet. I 2006 fik Rasmussen først trøjen sent i løbet, men til gengæld vandt han årets kongeetape i Alperne.
I 2022 erobrede danske Magnus Cort Nielsen den prikkede bjergtrøje fra løbets start. Han vandt de første 11 point, inden en anden deltager fik point. Det er historisk rekord.

### Ungdomskonkurrencen
Som en motivation for morgendagens stjerner har man i Tour’en også en ungdomskonkurrence. Alle ryttere under 26 år indgår i dette sideløbende klassement, som bliver fordelt ud fra den enkelte ungdomsrytters placering i det samlede klassement. Altså et væddeløb på tid for de nye unge talenter.
Ungdomskonkurrencen blev indført i 1975, og den første vinder blev italieneren Francesco Moser. Konkurrencen fik også en trøje som kendetegn, nemlig den hvide. Men denne trøje var ikke ny i Tour-sammenhæng, da den havde været førertrøje for den kombinerede konkurrence. Denne konkurrence udgik (for første gang) i 1974, så derfor overtog den nye ungdomskonkurrence den hvide trikot som kendemærke i 1975.
I årene 1983-86 var der endnu et kriterium for at være med i denne konkurrence. I disse år var det nemlig kun unge debutanter under 25, der måtte være med. Denne regel blev ændret i 1987 til det regelsæt, der gælder i dag.
Ungdomskonkurrencen har kørt uafbrudt fra den indførtes i 1975, og frem til i dag. Men i 1989 fjernede man den røde trøje, den kombinerede og den hvide trøje, for at gøre hele regnskabet mindre indviklet. Selve ungdomskonkurrencen fik dog som den eneste lov til at fortsætte, men uden sin trøje. Jan Ullrich har derfor aldrig haft en hvid Tour-trøje, selvom han vandt ungdomskonkurrencen tre år i træk (1996-1998).
Tour de France-ledelsen genindførte den hvide trøje fra år 2000, så man igen kunne kende den bedste ungdomsrytter i feltet på trøjen. I 1997 kom konkurrencen til officielt at hedde Souvenir Fabio Casartelli som en gestus til den 24-årige italiener, der mistede livet i 1995 efter et voldsomt styrt på etapen mellem Saint-Girons og Cauterets.

### Angrebskonkurrencen
Angrebskonkurrencen går som navnet antyder ud på angrebsiver. En rytter kan sagtens have sat sit præg på flere etaper eller måske hele løbet uden at kunne gøre sig gældende i klassementerne. Derfor har man indført en lille underordnet konkurrence, som hædrer den mest angrebsivrige rytter.
Før var denne konkurrence et pointklassement. Men nu udpeger en jury hver dag en rytter som den mest angrebslystne. Når Tour'en er færdig, udpeger den samme jury en rytter, som har fortjent titlen, set over hele løbet.
Denne konkurrence er ikke så vigtig og prestigefyldt som de andre. Derfor har den heller ikke en trøje til at markere den førende rytter. I stedet bliver den førende rytter kendetegnet ved et rødt rygnummer, til forskel fra de normale sort-på-hvidt numre.
Selvom konkurrencen har en sekundær betydning, er den bestemt ikke helt uinteressant for rytterne. Mange sætter en stor ære i at bære de røde numre. En, der især kæmpet heroisk for dem, er franskmanden Jacky Durand, der stort set altid var/er mand for et frisk lille udbrud. Laurent Jalabert lavede også en meget flot kombination ved at vinde både bjergkonkurrencen og angrebskonkurrencen to år i træk.
I 2012 blev den vundet af danske Chris Anker Sørensen for sine store og flotte bjergtogter, som førte til en tredjeplads i bjergkonkurrencen. Chris Anker Sørensen er den eneste dansker der har vundet konkurrencen.

### Holdkonkurrencen
Tour de France bliver formet og skabt af store individualister. Men de ville især i det nutidige løb ikke være meget værd uden et godt hold i ryggen. Derfor er Tour'en også et taktisk holdløb, og holdene har siden starten i 1903 haft deres egen konkurrence, der nok er sekundær, men forbundet med en del prestige.
Holdklassementet beregnes ud fra hvert holds tre bedst placerede ryttere på hver etape. De tre bedste rytteres tider bliver lagt sammen, og det hold, der har brugt mindst tid, vinder dagens holdkonkurrence. Disse tider giver så et samlet klassement.
Man kan ikke finde det førende hold ud fra de tre bedst placerede ryttere i det individuelle klassement, for et hold kan godt have forskellige dårligt placerede ryttere med fremme på etaperne og på den måde score tid i holdkonkurrencen.
Tidsbonus og straf til den enkelte rytter tæller ikke med i regnskabet. Skulle det ske, at et hold har mindre end tre ryttere tilbage i løbet, er holdet ude af holdkonkurrencen.
Det førende hold i denne konkurrence er i dag kendetegnet ved at køre med et markant gul/grønt rygnummer.

### Indlagte spurter
Fra 1971 til 1989 var de indlagte spurter en konkurrence for sig. Klassementet blev også beregnet, som vi kender det i dag, men altså uafhængigt af kampen om den grønne trøje, der i denne periode kun blev afgjort på målstregen.
Fra 1984 fik vinderen af de indlagte spurter en rød trøje, men tour-ledelsen sløjfede konkurrencen og trøjen efter 1989.

### Kombinerede klassement
Den mest specielle konkurrence, der har været i Tour'en, er nok det kombinerede klassement. Det blev udregnet sådan, at den førende rytter var den, der overordnet var bedst placeret i kampen om den gule, grønne og prikkede trøje (og fra 1984-1989 den røde trøje). Altså en slags all-round konkurrence.
Den første vinder i 1968, da dette klassement blev introduceret, var Franco Bitossi fra Italien. Dengang bar den førende rytter en hvid trøje. Konkurrencen udgik efter 1974. Derfor kunne den nye ungdomskonkurrence, der kom i 1975, overtage den hvide trøje.
Den kombinerede konkurrence blev genindført i 1980, forsvandt i 1983 og 84, og genindførtes nok en gang i 1985. Ideen med konkurrencen var ganske god. I stedet for ryttere, der var specialister og satsede på at vinde én konkurrence, kunne man her fokusere på stærke all-round ryttere, der kunne gøre sig gældende både i spurterne, i tidskørsler og i bjergene; som den legendariske belgier Eddy Merckx.
Ved genindførelsen i 1985 fik konkurrencen sin egen lidt specielle trøje, der havde felter for de fire konkurrencer, der udgjorde den. Den må dog ikke forveksles med holdtrøjen fra ”La Vie Claire”, som den kunne minde lidt om. I 1985 og 86, hvor Bernard Hinault og Greg LeMond kørte i den kombinerede trøje, kørte de nemlig for ”La Vie Claire” holdet.
Det kombinerede klassement blev fjernet fra 1990.

### Point-holdkonkurrencen
Denne konkurrence var en slags grøn trøje for hold. Ved hver etape blev der givet point til hver rytter. Nummer 1 fik 1 point, nummer 2 fik 2 point osv. Pointene fra de tre bedst placerede ryttere fra hvert hold blev lagt sammen. Holdet med færrest point førte så dette klassement.
Det førende hold kunne kendes på, at det kørte med grønne kasketter. Konkurrencen udgik efter 1988 og har ikke været brugt siden.

## Årsopsummering
2001 – Den 88. udgave af Tour de France blev kørt fra lørdag 7. juli til søndag 29. juli. Præmiesummen var på 16 millioner franc, hvoraf de 2,5 millioner tilfaldt vinderen. Den totale distance var 3.462 km. Vinderen blev amerikaneren Lance Armstrong, nr. 2 blev tyskeren Jan Ullrich og nr. 3 blev Joseba Beloki. Armstrong blev sidenhen frataget sin sejr, og der er officielt ingen vinder af Tour de France for dette år.
2002 – Den 89. udgave af touren blev kørt fra 6. juli til 28. juli. Vinderen blev som året før Lance Armstrong, nr. 2 blev Joseba Beloki og nr. 3 blev Raimondas Rumsas. Armstrong blev sidenhen frataget sin sejr, og der er officielt ingen vinder af Tour de France for dette år.
2003 – 100-året for tourens begyndelse i 1903. Dette er den 90. udgave af løbet, da enkelte år udgik som følge af verdenskrigene. Vinderen blev som året før Lance Armstrong. Armstrong blev sidenhen frataget sin sejr, og der er officielt ingen vinder af Tour de France for dette år.
2004 – Udgave nummer 91 blev kørt fra lørdag den 3. juli til søndag den 25. juli. 2004 og var året, hvor Lance Armstrong satte den imponerende rekord med samlet sejr for sjette gang i træk, og Richard Virenque som den første vandt bjergtrøjen for syvende gang. Armstrong blev sidenhen frataget sin sejr, og der er officielt ingen vinder af Tour de France for dette år.
2005 – Udgave nummer 92 blev kørt fra lørdag den 2. juli til søndag den 24. juli. Lance Armstrong slog sin egen rekord fra året før med den samlede sejr for syvende gang i træk, og Michael Rasmussen blev den første dansker, der vandt bjergtrøjen. Armstrong blev sidenhen frataget sin sejr, og der er officielt ingen vinder af Tour de France for dette år.
2006 – 93. udgave fra lørdag den 1. juli til søndag den 23. juli over 3657 km. Kort inden løbets start blev 13 ryttere, heriblandt favoritter som Ivan Basso, Jan Ullrich og Francisco Mancebo, udelukket pga. mistanke om indblanding i en dopingsag. Vinderen blev Floyd Landis lige før Óscar Pereiro. Danskeren Michael Rasmussen vandt en etapesejr og den prikkede bjergtrøje. Kort efter løbet blev Floyd Landis afsløret i en dopingtest, som var taget under løbet. Denne test viste, at Floyd Landis' krop indeholdt en forhøjet værdi af testosteron. Han blev kendt skyldig, og sejren gik til nr. 2, Oscar Pereiro Sio.
2007 – 94 udgave af Tour de France fra 7. juli til 29. juli. Den samlede vinder blev spanieren Alberto Contador efter en noget anderledes slutning på løbet. Danske Michael Rasmussen, havde vundet 2 etaper og kørt 8 dage i gult og lå også til at vinde det samlede løb, indtil han 4 dage før slutningen blev hevet ud af løbet af sit eget hold Rabobank, pga. en række whereabouts i månederne op til løbet, hvilket havde gjort det svært at dopingteste Michael Rasmussen. Contador (som egentlig kun deltog for at vinde ungdomstrøjen og som hjælperytter for Levi Leipheimer), overtog førertrøjen, og holdt den de sidste 4 dage hjem til Paris. Cadel Evans blev nummer 2, og Contadors holdkammerat Levi Leipheimer blev nummer 3.
2008 – 95. udgave af Touren blev vundet af spanske Carlos Sastre fra det danske hold Team CSC foran australske Cadel Evans. Sidste års vinder Alberto Contador deltog ikke, idet hans hold Astana blev udelukket grundet doping-mistanke.
2009 – 96. udgave fra lørdag 4. juli, til søndag 26. juli blev for 4. år i træk til en spansk sejr – Alberto Contador vandt for 2. gang det samlede klassement efter 3445 kilometers cykling foran Andy Schleck, som blev nummer 2, og 3. pladsen gik til Lance Armstrong, der dog senere diskvalificeredes pga. doping.
2010 – 97. udgave fra 3. juli, til 25. juli blev for 5. år i træk til en spansk sejr – Alberto Contador vandt for 3. gang det samlede klassement efter 3641 kilometers cykling foran Andy Schleck, som blev nummer 2, og 3. pladsen gik til Denis Menchov. Contador blev sidenhen diskvalificeret, og Andy Schleck tildelt sejren.
2011 – 98. udgave fra 2. juli, til 24. juli blev for første gang i 6 år ikke en spansk sejr, men i stedet den første australske sejr nogensinde. Cadel Evans vandt Tour de France for første gang. Han vandt foran brødrene Andy Schleck, som blev nummer 2 og Frank Schleck, som sluttede på en tredjeplads.
2012 – 99. udgave fra 30. juni, til 22. juli. Engelske Bradley Wiggins vandt for første gang.
2013 – 100. udgave fra 29. juni, til 21. juli.

## Vindere
Baggrundsartikel: Tour de France-vindere
Fire ryttere har vundet Touren fem gange:
- Jacques Anquetil (Frankrig) i 1957, 1961, 1962, 1963 og 1964.
- Eddy Merckx (Belgien) i 1969, 1970, 1971, 1972 og 1974.
- Bernard Hinault (Frankrig) i 1978, 1979, 1981, 1982 og 1985.
- Miguel Indurain (Spanien) i 1991, 1992, 1993, 1994 and 1995 (den eneste til at vinde fem på hinanden følgende år).

Miguel indurain er den eneste til at vinde fem på hinanden følgende år. Til gengæld vandt Jacques Anquetil, Eddy Merckx og Bernard Hinault alle Tour de France i deres første forsøg.
To ryttere har vundet Touren fire gange:
- Chris Froome (Storbritannien) i 2013, 2015, 2016, 2017.
- Tadej Pogačar (Slovenien) i 2020, 2021, 2024 og 2025.

Tre ryttere har vundet Touren tre gange:
- Philippe Thys (Belgien) i 1913, 1914 og 1920.
- Louison Bobet (Frankrig) i 1953, 1954 og 1955.
- Greg LeMond (USA) i 1986, 1989 og 1990.

Gino Bartali er indehaver af rekorden for at vinde Touren med flest års mellemrum, da han vandt Touren sidste gang 10 år efter sin første sejr (i 1938 og 1948).
Ryttere fra Frankrig har sejret flest gange (36), efterfulgt af Belgien (18), Italien (9), Spanien (9), Luxembourg (4), Danmark og USA (3 hver), Schweiz og Holland (2 hver) og Irland, Tyskland og Australien (1 hver).
Én rytter har vundet sprinterkonkurrencen syv gange:
- Peter Sagan (Slovakiet) i 2012, 2013, 2014, 2015, 2016, 2018 og 2019.

Én rytter har vundet sprinterkonkurrencen seks gange:
- Erik Zabel (Tyskland) i 1996, 1997, 1998, 1999, 2000 og 2001 (seks år i træk)

Én rytter har vundet bjergkonkurrencen syv gange:
- Richard Virenque (Frankrig) i 1994, 1995, 1996, 1997, 1999, 2003 og 2004.

To ryttere har vundet bjergkonkurrencen seks gange:
- Federico Bahamontes (Spanien) i 1954, 1958, 1959, 1962, 1963 og 1964.
- Lucien Van Impe (Belgien) i 1971, 1972, 1975, 1977, 1981 og 1983.

## Store bjerge i Tour de France
- Mont Ventoux
- L'Alpe d'Huez
- Col du Tourmalet
- Col du Galibier
- Hautacam
- Col de la Madeleine
- La Planche des Belles Filles

## Danske præstationer

### Danskere igul førertrøje
- 1983: Kim Andersen, 6 dage, 3. – 8. etape
- 1985: Kim Andersen, 4 dage, 4. – 7. etape
- 1986: Jørgen V. Pedersen, 5 dage, 7. – 11. etape
- 1991: Rolf Sørensen, 4 dage, 2. – 5. etape
- 1995: Bjarne Riis, 1 dag, 7. etape
- 1996: Bjarne Riis, 12 dage, fra 9. etape til Paris
- 1997: Bjarne Riis, 1 dag, første dag som vinder af Tour de France i 1996
- 1998: Bo Hamburger, 1 dag, 4. etape.
- 2007: Michael Rasmussen, erobret på 8. etape
- 2022: Jonas Vingegaard, 10 dage, fra 11. etape til Paris
- 2023: Jonas Vingegaard, 16 dage, fra 6. etape til Paris

### Danskere igrøn pointtrøje
- 1988: Søren Lilholt, 1 dag, 1. etape
- 1989: Søren Lilholt, 4 dage, 1. – 4. etape

### Danskere iprikket bjergtrøje
- 1993: Bjarne Riis, 1 dag, 8. etape
- 2005: Michael Rasmussen, 14 dage, 8. – 21. etape. (Samlet vinder af trøjen ved afslutningen af løbet i Paris og nr. 7 i det samlede klassement).
- 2006: Michael Rasmussen, 4 dage, 17. – 20. etape. (Samlet vinder af trøjen ved afslutningen af løbet i Paris og nr. 18 i det samlede klassement).
- 2007: Michael Rasmussen, 8 dage, 8. etape – 15. etape
- 2012: Michael Mørkøv, 6 dage, 1. etape – 6. etape
- 2022:

Magnus Cort, 7 dage, 2. etape – 8. etape
Jonas Vingegaard, 3 dage, 18. - 21. etape (Samlet vinder af trøjen ved afslutningen af løbet i Paris og nr. 1 i det samlede klassement).

### Danskere ihvid ungdomstrøje
- 1988: Søren Lilholt, 1 dag, 1. etape
- 2018: Søren Kragh Andersen, 3.-10. etape
- 2020: Mads Pedersen, 1. etape

### Danske etapesejre
- 1970:
  - Mogens Frey, 9. etape
- 1983:
  - Kim Andersen, 12. etape
- 1985:
  - Jørgen V. Pedersen, 10. etape
- 1988:
  - Johnny Weltz, 19. etape
- 1993:
  - Jesper Skibby, 5. etape
  - Bjarne Riis, 7. etape
- 1994:
  - Bo Hamburger, 8. etape
  - Bjarne Riis, 13. etape
  - Rolf Sørensen, 14. etape
- 1996:
  - Bjarne Riis, 9. etape
  - Rolf Sørensen, 13. etape
  - Bjarne Riis,16. etape
- 2003:
  - Jakob Piil, 10. etape
- 2005:
  - Michael Rasmussen, 9. etape
- 2006:
  - Michael Rasmussen, 16. etape
- 2007:
  - Michael Rasmussen, 8. etape
  - Michael Rasmussen, 16. etape
- 2009:
  - Nicki Sørensen, 12. etape
- 2018:
  - Magnus Cort, 15. etape
- 2020:
  - Søren Kragh Andersen, 14. etape
  - Søren Kragh Andersen, 19. etape
- 2022:
  - Magnus Cort, 10. etape
  - Jonas Vingegaard, 11. etape
  - Mads Pedersen, 13. etape
  - Jonas Vingegaard, 18. etape
- 2023:
  - Mads Pedersen, 8. etape
  - Jonas Vingegaard, 16. etape
  - Kasper Asgreen, 18. etape
- 2024:
  - Jonas Vingegaard, 11. etape

### Danske ryttere til start
- opdateret med løbet i 2021

I alt har 57 forskellige danske cykelryttere i tidens løb stillet op 185 gange til start på løbets 1. etape. Tallene er opdateret i 2022, inden årets Tour De France. Den første danske deltagelse var i 1958, hvor Eluf Dalgaard og Hans E. Andresen deltog. Hans E. Andresen var den første dansker til at gennemføre touren. Jesper Skibby er den dansker, der har stillet til start flest gange, i alt 11 gange.

## Utrolige præstationer
Igennem Tour de Frances historie har der været flere eksempler på næsten overmenneskelige præstationer. Specielt i løbets allertidligste historie.
Den længste etape nogensinde var 5. etape i 1920, som gik over 482 km fra Les Sables d'Olonne til Bayonne. Etapen blev vundet af Firmin Lambot i tiden 19 timer og 44 sekunder. Hvad der er næsten mere imponerende er, at han dagen efter vandt den 6. etape, der var 326 km langt Aubisque, Tourmalet, Aspin og Peyresourde, hvor Lambot var først på alle toppene, og hvor han sad 15 timer i sadlen.
Den længste Tour de France-rute var i 1926 med 5.745 kilometer fordelt på 17 etaper. Det år blev løbet vundet af Lucien Buysse i den samlede tid 238 timer 44'25. Gennemsnitsetapen var 332 km. I dag hører etaper på over 220 km til sjældenhederne. Den største vindermargin, Tour de France er blevet vundet med, var i det allerførste løb i 1903. Maurice Garin slog René Polthier med 2 timer 59 minutter og 21 sekunder. Efter Anden Verdenskrig er det Fausto Coppis sejr fra 1952, hvor han slog Stan Ockers med 28 minutter og 17 sekunder, der har været med størst margin.
Tourens alderspræsident er Henri Paret, der var 50 år gammel, da han i 1904 gennemførte løbet. Af de 88 startende gennemførte kun 15 ryttere løbet det år. Henri Paret sluttede på en 11. plads 32 timer og 18 minutter efter sin holdkammerat Henri Cornet, der vandt løbet.
En anden bemærkelsesværdig præstation i Tourens historie står Eddy Merckx for, eftersom han i sin første Tour i 1969 vandt både den prikkede bjergtrøje, den grønne pointtrøje og den gule førertrøje i en alder af kun 24 år! Den præstation har ingen kunnet gøre efter. Året efter i 1970 udviste Eddy Merckx storsind og nøjedes med bjergtrøjen og førertrøjen, men lod pointtrøjen gå til sin holdkammerat Walter Godefroot.
I 1976 lykkedes det Lucien Van Impe at vinde løbet, selv om han var kørt 20 minutter bagud inden bjergetaperne.

## Etapesejre fordelt på nationer
Opdateret til og med Tour de France 2023
| Nation         | #   |
| Frankrig       | 713 |
| Belgien        | 492 |
| Italien        | 271 |
| Holland        | 182 |
| Spanien        | 131 |
| Tyskland       | 90  |
| Storbritannien | 77  |
| Luxembourg     | 71  |
| Schweiz        | 61  |

| Nation     | #  |
| Australien | 39 |
| Danmark    | 29 |
| Colombia   | 22 |
| Norge      | 19 |
| USA        | 19 |
| Slovenien  | 17 |
| Irland     | 14 |
| Slovakiet  | 13 |
| Portugal   | 12 |

| Nation     | #  |
| Rusland    | 11 |
| Usbekistan | 9  |
| Polen      | 7  |
| Kasakhstan | 6  |
| Østrig     | 6  |
| Estland    | 4  |
| Ukraine    | 4  |
| Tjekkiet   | 3  |
| Canada     | 3  |

| Nation    | # |
| Eritrea   | 3 |
| Letland   | 2 |
| Mexico    | 2 |
| Sydafrika | 2 |
| Brasilien | 1 |
| Litauen   | 1 |
| Sverige   | 1 |